# Кікоть Ярослав Григорович
Ярослав Григорович Кікоть (нар. 8 червня 1949 року, Старий Самбір, Львівська область) — український радянський футболіст. Півзахисник, виступав за команди: «Авангард» (Макіївка), «Азовець» (Жданов), «Шахтар» (Донецьк), «Карпати» (Львів), «Спартак» (Івано-Франківськ). Провів 1 гру за молодіжну збірну СРСР.
Чемпіон Європи серед студентів 1970 року.
Фізично міцний, енергійний гравець, з великим діапазоном дій і сильним ударом. Володів точним пасом.
1971 року провів одну гру за молодіжну збірну СРСР.
1976 року двічі фінішував з «Карпатами» (Львів) на четвертій сходинці у Вищій союзній лізі, що є найбільшим досягненням команди. У тому ж році брав участь у товариському матчі проти італійського «Мілану», після якого обмінявся футболками з Джанні Ріверою, володарем Золотого м'яча найкращого футболіста Європи 1969 року.
https://www.youtube.com/watch?v=ixf4gOwfisA
Працює тренером СДЮШОР «Карпати» (Львів).